# Ernest Ebenšpanger
Ernest Ebenšpanger, slovenski gospodarstvenik, * 17. september 1939, Tišina.
Po diplomi na ljubljanski EF (1966) je bil zaposlen v različnih podjetjih v Murski Soboti, med drugim v tovarni konfekcije Mura v Murski Soboti, od 1987-2001 kot direktor Tovarne oblačil.